# Kenneth Blackburne
Kenneth William Blackburne (ur. 12 grudnia 1907 w Bordon, zm. 4 listopada 1980 w Douglas) – jamajski polityk. Pierwszy gubernator generalny niepodległej Jamajki od 6 sierpnia 1962 do 30 listopada 1962.